# Муратово турбе
Муратово турбе је маузолеј (турбе) посвећен османском султану Мурату I, који се налази на Газиместану, код Косова Поља.
На месту погибије султана Мурата, централном месту турске војске у време Косовске битке 1389, налази се Муратово турбе. По многим историјским изворима, на том месту је одмах био подигнут маузолеј или обележје. Ту је била сахрањена утроба, док је балсамовано тело сахрањено у Турској у Мешеји-маузолеју Мурата I. Данашњи изглед добио је половином 19. века, а коначни облик у 20. веку. Тулбе представља јединствени пример турског барока чији се стилски облици јављају на прозорским оквирима, угаоним пиластрима и плитко клесаним натписима на порталу.
Године 1660. поменуо га је Евлија Челебија. Добио је верски значај међу локалним муслиманима.